# 欧洲大学基金会
欧洲大学基金会（European University Foundation - Campus Europae）是一个欧洲高校网络，旨在促进高质量的学生流动性，培养对欧洲多样性统一有着天生理解的一代欧洲毕业生。该基金和由卢森堡大公国政府赞助，其秘书处设在蒙斯巴赫城堡（Château de Munsbach）。

## 成员院校
欧洲大学基金会现有三十所成员院校。
- 西班牙：阿尔卡拉大学、马德里自治大学
- 葡萄牙：阿威罗大学
- 賽普勒斯：塞浦路斯大学
- 德国：格赖夫斯瓦尔德大学、汉堡大学、汉诺威大学
- 奥地利：维也纳大学
- 捷克：查理大学
- 波蘭：罗兹大学、罗兹科技大学
- 爱沙尼亚：塔林理工大学
- 拉脫維亞：拉脱维亚大学
- 立陶宛：欧洲人文大学、维陶塔斯马格努斯大学
- 比利时：列日大学
- 爱尔兰：利默里克大学
- 法國：洛林大学
- 盧森堡：卢森堡大学
- 義大利：那不勒斯大学、特伦托大学
- 保加利亚：索菲亚大学
- 塞爾維亞：诺维萨德大学
- 瑞典：厄勒布鲁大学
- 芬兰：东芬兰大学
- 希腊：塞萨洛尼基亚里士多德大学
- 土耳其：格濟大學、安卡拉大学
- 俄羅斯：圣彼得堡国立大学、诺夫哥罗德国立大学